# ポテト丸
ポテト丸（ポテトまる）は、広島県呉市の有限会社エヴァラインが所有する馬鈴薯運搬船である。カルビーポテトチップスの原料となる北海道産ジャガイモの輸送にあたるほか、オフシーズンにはコンテナ貨物やプラントなども輸送する。
先代はカルビーポテト丸(1999年竣工)となり、船名が代わり現在で3代目となっている。ジャガイモ輸送を初めて40年を超える。

## 歴史
ポテトチップスを主力商品とする製菓会社カルビーは、原料の調達を行う子会社カルビーポテト株式会社を1980年に設立。同社は物流会社としての機能も有し、1984年に世界初の馬鈴薯運搬船「カルビーポテト丸」の運航を開始した。初代の船は三浦造船により建造され、省エネルギーを目的として船首に硬帆を装備した帆装商船であった。1999年8月に2代目の「カルビーポテト丸」が代替新造された。総トン数499トン、全長81mであった。2代目は2013年3月19日付で日本国外に売却された。
実質上の3代目となる「ポテト丸」は、2017年7月に愛媛県今治市の波方造船所で建造され、同年8月に初荷としてジャガイモ約860トンが北海道の十勝港から広島県廿日市市のカルビー広島工場に向けて出荷された。

## 特徴
初代・2代目の「カルビーポテト丸」と同様に、貨物室の断熱構造や換気・空調設備を有し、定温輸送が可能である。ジャガイモを通気性のあるケースに詰め、フラットラック・コンテナで船積みする方法が採られる。コンテナ船としての積載能力は199TEUである。

## 航路
主に夏から冬にかけ、北海道広尾町の十勝港から広島港、または鹿児島県鹿児島市の谷山港に向けてジャガイモを輸送する。ジャガイモの輸送のないシーズンには海上コンテナやプラント貨物の輸送を行う。